# Kulin Kłodzki (przystanek kolejowy)
Kulin Kłodzki – przystanek kolejowy w Kulinie Kłodzkim, w powiecie kłodzkim, w województwie dolnośląskim, w Polsce.

## Ruch pasażerski
| Rok  | Wymiana pasażerska na dobę |
| ---- | -------------------------- |
| 2017 | 0-9                        |
| 2022 | 0-9                        |

Od 13 grudnia 2020 przystanek na żądanie

## Lokalizacja
Przystanek kolejowy położony na linii kolejowej z Kłodzka do Kudowy Zdroju. Znajduje się na niezelektryfikowanej trasie o znaczeniu lokalnym, w Kulinie Kłodzkim. Przystanek znajduje się na skraju miejscowości.

## Informacje ogólne
Ruch odbywa się tylko na jednym torze. Budynek stacyjny jest drewniany, parterowy. Obecnie mieszczą się w nim mieszkania. Na przystanku Kulin Kłodzki nie ma już czynnej kasy, ani poczekalni. Zespół stacyjny, oprócz podstawowego budynku, stanowił dawniej jeszcze magazyn.

## Historia
W latach 1886–1890 rozpoczęto realizację planu budowy Kolei Uzdrowiskowej. Zakończono jednak jego realizacje na Szczytnej. Dopiero 10 lat później wrócono do jej rozbudowy w kierunku Kudowy Zdroju. Linia ta powstała w latach 1902–1905. Oddano ją do eksploatacji 10 lipca 1905 r. Wtedy też powstał budynek stacji, której usytuowanie w niewielkim Kulinie Kłodzkim związane było z było potrzebą lokalizacji posterunku ruchu dla podniesienia przepustowości na najtrudniejszym odcinku linii Kłodzko-Kudowa-Zdrój.
Po II wojnie światowej i przejściu ziemi kłodzkiej pod administrację polską zmieniono nazwę dworca na Kulińsk, a następnie Kulin Kłodzki.

## Ciekawostki
W pobliżu stacji znajdują się dwa ciekawe kolejowe obiekty inżynieryjne – tunele pod górą przed Kulinem i pod Szubieniczną Górą o długości 85 m (pomiędzy stacjami Kulin Kłodzki i Lewin Kłodzki).